# Québec
Québec ([kebek], francouzsky též Ville de Québec, anglicky Quebec City) je hlavní město kanadské provincie Québec. Leží na levém břehu řeky Svatého Vavřince v jihovýchodní části provincie. Quebecké Staré město (Vieux-Québec) je od roku 1985 uvedeno na Seznamu světového přírodního a kulturního dědictví UNESCO. Patří mezi nejstarší americká města ležící severně od Mexika a je mezi nimi jediným, v němž stále existují městské hradby. Málokteré město Nového světa má také tak evropský ráz.
Dominantou města je historický hotel Château Frontenac. Sídlí zde mimo jiné centrální provinční úřady, Národní muzeum umění Québecu, Muzeum civilizace a další instituce.

## Historie
Město založil Francouz Samuel de Champlain v roce 1608 a pojmenoval ho algonkinským výrazem Kebec, který znamená „řeka se zde zužuje“. Už o 73 let dříve, v roce 1535, zde na své druhé plavbě přistál francouzský objevitel Jacques Cartier a nalezl tu irokézskou osadu Stadacona.
V roce 1629 město dobyli Angličané, ale o tři roky později ho na základě mírové smlouvy vrátili Francii. Québec se stal centrem kolonie Nová Francie. Střety s Brity se později opakovaly, až nakonec roku 1759 Angličané zvítězili v rozhodující bitvě na Abrahamových pláních. Pařížská smlouva z roku 1763 přiřkla celou Kanadu anglické koruně. V roce 1775 se ještě pokusili dobýt Québec američtí revolucionáři, ale neuspěli.
Po osamostatnění Kanady v roce 1867 se město Québec stalo hlavním městem stejnojmenné provincie. Status hlavního města muselo později dočasně přepustit Montréalu, ale za hospodářské krize po roce 1929 se sem provinční vláda vrátila.

## Osobnosti města
- Michael Sarrazin (1940 – 2011), herec
- Marc Garneau (* 1949), astronaut
- Guy Laliberté (* 1959), podnikatel
- Alain Vigneault (* 1961), hokejista
- Kevin Dineen (* 1963), hokejista
- Francis Leclerc (* 1971), režisér
- Martin Biron (* 1977), hokejista
- Mathieu Biron (* 1980), hokejista
- Simon Gagné (* 1980), hokejista
- Erik Guay (* 1981), sjezdový lyžař
- Yan Stastny (* 1982), hokejista
- Paul Stastny (* 1985), hokejista

## Partnerská města
- Albany, USA
- Bejrút, Libanon
- Bordeaux, Francie, 1962
- Calgary, Kanada, 1956
- Cannes, Francie
- Čchang-čchun, Čína
- Guanajuato, Mexiko, 2002
- Hue, Vietnam, 2005
- Jasy, Rumunsko
- Lutych Belgie, 2002
- Montevideo, Uruguay, 2000
- Namur, Belgie, 1999
- Ouagadougou, Burkina Faso, 2000
- Paříž, Francie, 2003
- Petrohrad, Rusko, 2002
- Si-an, Čína, 2001
- Súsa, Tunisko, 2004